# Distrito de Pueblo Nuevo (Chincha)
El distrito de Pueblo Nuevo es uno de los once distritos que forman la provincia de Chincha en el departamento de Ica, bajo la administración del Gobierno regional de Ica.

Desde el punto de vista jerárquico de la Iglesia católica forma parte de la Diócesis de Ica.
El distrito de Pueblo Nuevo es uno de los once distritos que forman la provincia de Chincha en el departamento de Ica, bajo la administración del Gobierno regional de Ica.

## Historia
Fue creado como distrito mediante Ley 15414 del 29 de enero de 1965, durante el primer gobierno de Fernando Belaúnde Terry.
El escritor Armando Rebatta Parra, manifiesta que las pampas de Ñoco desde 1950 fueron poblándose rápidamente con familias procedentes de Chincha Alta, los distritos de la quebrada de Chincha y de Castrovirreyna, quienes en ese lugar tomaban el camión para viajar a sus pueblos de los distritos chinchanos de Chavín, San Juan de Yanac y San Pedro de Huacarpana, así como a distritos de Castrovirreyna entre los cuales se encuentran Villa de Arma, Huachos, Capillas, San Juan, Tantará, Huamatambo, Aurahuá y Chupamarca. Algunos pobladores de Chincha Alta que deseaban contar con terrenos propios para construir sus viviendas, también tomaron sus lotes próximos a la acequia de Ñoco, la cual hasta hoy divide a Pueblo Nuevo con Chincha Alta. A la avenida principal le dieron el nombre de Víctor Andrés Belaunde, donde se instaló la estatua de San Antonio, santo patrón del distrito. Al final de esta avenida existía el aterrizaje de Chincha. Pueblo Nuevo fue creciendo también con gente proveniente de Tambo de Mora y de Grocio Prado. Las primeras familias fueron Salé, Peña, Ferreyra, Olmos, y la familia Posso -Sánchez que tenía posesión de los terrenos  que hoy es San Isidro colindantes con el fundo Amarillo lo que sirvió para los límites del nuevo distrito. Una vez que se había expandido las viviendas por las áreas adyacentes a la avenida Principal, más allá del torreón de ejercicios de tiro, en 1960 aparece el pueblo joven de San Isidro, siendo el primer poblador Pedro Huaroto Alejo, quien se instaló en el pampón cubierto de desmonte.

## Geografía
Pueblo Nuevo es un distrito costero y es el más poblado y denso de la provincia de Chincha. 
El escritor Armando Rebatta Parra, manifiesta que a los terrenos amplios que ocupa Pueblo Nuevo, antes se les denominaba Pampas de Ñoco, palabra que significa hueco o agujero pequeño hecho en la tierra, que utilizan los niños para jugar las canicas; pero que la gente de entonces lo mencionó así a este lugar cuando era desolado donde las parejas acudían a buscar un lugar para amarse; pero eran asaltadas y hasta violadas por gente de mal vivir llamados buitres del amor. El terreno donde está asentada la ciudad presenta una topografía plana en su totalidad, ya que los agricultores de antes, lo habían nivelado con maquinarias, con el fin de desarrollar la agricultura, hecho que se dio con la irrigación, pero que debido a la escasez de agua, no lograron concluir el lavado de los suelos salitrosos para desarrollar la agricultura en todas esas tierras. Debido a sus características geográficas es que se diseñaron avenidas y calles amplias para tener una nueva ciudad, ya que la tradicional ciudad de Chincha Alta poseía calles angostas. Su suelo se caracteriza por ser mayormente areno arcilloso con presencia de piedras y predominio del sodio. De lo que antes era solamente Pueblo Nuevo y San Isidro, hoy se ha extendido aún más abarcando terrenos vía Larán, las áreas que llegan hasta Grocio Prado y pampas de Kon Kon, dirigiéndose hacia Topará. Actualmente existen muchos pueblos jóvenes como producto de la expansión urbana sobre la base de las invasiones y lotizaciones por parte del Municipio. Hacia el Este se encuentra el último ramal de la cadena occidental andina; Hacia el Norte limita con la provincia limeña de Cañete; hacia el Oeste limita con el distrito de Grocio Prado, y al Sur limita con Chincha Alta. En las áreas de las pampas de Kon Kon y Topará, existen algunos zanjones formados por huaycos provenientes de la quebrada.

## Población
La población del distrito es producto de las migraciones interdistritales. No es raro encontrar dentro de sus límites a chinchanos de la sierra de Chavín, San Juan de Yánac y de San Pedro de Huacarpana, incluyendo también a huancavelicanos, ayacuchanos, juninenses, etc. Es el distrito más populoso de la provincia.
El distrito de Pueblo Nuevo, tiene una población de 57.954 habitantes, con una tasa de crecimiento anual de 2.53%, que se asienta en un área superficial de 199,45 km² a una altitud de 110 m s. n. m.

## Autoridades
Regidor 1970 - 1972 Profesor Ursino Posso Ñañez.

### Municipales
- 2015 - 2018[3]
  - Alcalde: Hugo Jesus Buendia Guerrero
  - Regidores: Germán Piñan Cruz (PRI), Patricia Paula Quispe Palma (PRI), Julian Ricardo Cantoral Ramos (PRI), Wilder Pachas Dolorier (PRI), Cristian Omar Vera Aguirre (PRI), Eloy Conislla Huaroto (Alianza Regional Independiente), Mauren Arturo Maurolagoitia Valdivieso (Movimiento Regional Obras Por La Modernidad), Edilberto Bernardo Chilquillo Cusipuma (Unidos Por La Región).
- 2011 - 2014[4]
  - Alcalde: Mariella Lourdes Ormeño de Peña, del Movimiento Alianza Regional Independiente (ARI).
  - Regidores: José Luis Carlos Olivera Ramos (ARI), Patricia Roxana Torres Sánchez (ARI), Alcides De La Cruz Luyo (ARI), Lita Angeolina Posso Sánchez (ARI), Julián Ricardo Cantoral Ramos (ARI), Hugo Jesús Buendia Guerrero (ARI), José Luis Acevedo Saavedra (Frente Regional Progresista Iqueño), Hernán Alvarado Ponce (Frente Regional Progresista Iqueño), Luz Elvira Herrera Janampa (Fuerza 2011).
- 2003 - 2010: 
  - Alcalde: Lucio Juárez Ochoa, UPP / Movimiento Integración Chinchana.
- 1990 - 1998
  - Alcalde: Lucio Juárez Ochoa, Movimiento Unión Popular Chinchana / Movimiento Chincha al Desarrollo.

### Religiosas
- Párroco: Pbro. Edward Terreros Inga, O.M.I. (Parroquia Cristo Rey).[5]

## Festividades
- San Antonio, Patrono del distrito.